# Tahiti Trot - Tea for Two (Šostakovič)
Il Tahiti Trot, Op. 16, è un'orchestrazione di Tea for Two, un celebre brano del musical No, no, Nanette, di Vincent Youmans. È stato composto da Dmitrij Dmitrievič Šostakovič il primo ottobre 1927.

## La composizione
Il Tahiti Trot è stato composto in seguito ad una scommessa tra Šostakovič e Nikolai Malko: durante un loro incontro, i due ascoltarono alla radio il brano originale, e Malko scommise cento Rubli che Šostakovič non sarebbe stato in grado di riorchestrare il Tea for Two in meno di un'ora. Il compositore, ritiratosi quindi in una stanza, tornò dopo tre quarti d'ora con il pezzo pronto.
La première del brano si svolse a Mosca il 25 novembre dell'anno successivo, sotto la bacchetta di Malko stesso.

## La struttura
La struttura del brano (di tempo 4/4 o 2/2), estremamente semplice, è basata sempre su interventi di strumenti che espongono un tema di quattro battute e costruito su un preciso schema ritmico (semiminima, quattro crome, pausa di croma, croma)